# Радослав Сікорський
Радосла́в То́маш Сіко́рський (пол. Radosław (Radek) Tomasz Sikorski, нар. 23 лютого 1963, Бидгощ, ПНР) — польський політик і державний діяч, політолог і журналіст. З 2005 року депутат Сейму (до 2007 — від партії Право і справедливість, після 2007 — від Громадянської Платформи). Міністр національної оборони Польщі (2005—2007), міністр закордонних справ Польщі в урядах Дональда Туска (2007—2014, з 2023). У 2014—2015 роках — Маршалок Сейму Польщі.

## Біографія

### Освіта
У березні 1981 року в І Загальноосвітньому ліцеї у Бидгощі був головою учнівського страйкового комітету, який був відповіддю на так звані «бидгоські події». У червні 1981 року виїхав до Великої Британії з метою вивчення англійської мови. Через півроку, коли в Польщі генерал Войцех Ярузельський запровадив воєнний стан, звернувся з проханням політичного притулку, котрий отримав в 1982 році. В Англії навчався в Pembroke College Університету в Оксфорді. Після трирічного навчання отримав ступінь бакалавра в напрямку РРЕ (англ. Politics, Philosophy, Economics — політика, філософія, економіка).
У 1999 році закінчив Вищий курс оборони на Факультеті національної безпеки Академії національної оборони у Варшаві.

### Професійна діяльність
У 1986—1988 роках працював дописувачем до різних британських видань, в тому числі «The Spectator» і «The Observer». У 1986 році поїхав до Афганістану, спершу — як сам визнавав — щоб приєднатися до моджахедів. Будучи кореспондентом «The Sunday Telegraph», описував використання ісламськими бойовиками ракет «Stinger», підтверджуючи тезу, що США поставляли афганцям зброю і що американські радники із ЦРУ проводили навчання для афганців у Пакистані. В 1987 році отримав першу премію World Press Photo в категорії репортерських фотознімків за фото афганської родини, вбитої під час бомбардування. В 1989 році став співробітником редакції американського часопису «National Review», відповідаючи за репортажі з гарячих точок світу. Спершу писав про Афганістан, згодом про Анголу. В 1990—1991 роках виконував обов'язки варшавського кореспондента «The Sunday Telegraph».
Був редактором циклу аналітичних публікацій об'єднаних титулом «European Outlook», а також організатором низки міжнародних конференцій. Є автором книжок виданих кількома мовами. Публікувався в «The Wall Street Journal» та «Rzeczpospolita». Виступав в ролі експерта у сфері міжнародних відносин для польського та іноземного телебачення. На TVP вів програму «Інтерв'ю місяця», у якій розмовляв зі знаними світовими політиками.
З 1988 по 1992 рік був консультантом медіа-магната Руперта Мердока та представляв у Польщі інтереси його спілки News Corporation, в тому числі при невдалій спробі заснувати комерційний телеканал у Польщі.
З 2002 по 2005 рік був членом ліберально-правого аналітичного центру в Американському інституті підприємництва (англ. American Enterprise Institute) в Вашингтоні та виконавчим директором проєкту New Atlantic Initiative (Нової Атлантичної Ініціативи) при ньому.

### Політична діяльність

#### 1992—2001 роки
В 1992 році в уряді Яна Ольшевського виконував функції заступника міністра національної оборони, будучи відповідальним за швидку інтеграцію Польщі зі структурами НАТО. Пізніше був пов'язаним із організованим Яном Ольшевським Рухом Відбудови Польщі. У виборах до Сейму в 1997 році балотувався за списками цього Руху в Бидгоському окрузі, але не отримав мандату і невдовзі розійшовся з цим угрупуванням.
З 1 жовтня 1992 по 17 лютого 1995 року Військова інформаційна служба з огляду на подвійне громадянство Радослава Сікорського відслідковувала його діяльність, надавши його справі криптонім «Шпак». У 2006 році папку з матеріалами по акції «Шпак» була Сікорським розсекречена та оприлюднена.
В 1998—2001 роках в уряді Єжи Бузека Радослав Сікорський був заступником міністра закордонних справ. Займався зв'язками з польською діаспорою та відносинами із країнами Азії, Африки та Південної Америки. В той же час був головою Фонду «Допомога полякам на Сході». Був членом президії Громадського руху AWS (Виборча акція Солідарність).

#### Діяльність із 2005 року
25 вересня 2005 року обраний до Сенату як безпартійний кандидат, але з підтримкою Виборчого комітету партії Право і справедливість по Бидгоському округу. У Сенаті VI скликання, з 20 жовтня 2005 року, був членом Комісії закордонних справ.
31 жовтня 2005 року склав присягу міністра національної оборони в уряді Казімєжа Марцинкевича, а 14 липня 2006 року в уряді Ярослава Качинського.
5 лютого 2007 року подав у відставку. У ЗМІ причиною цього кроку назвав конфлікт із головою Служби військової контррозвідки Антонієм Мацеревичем. Глава уряду Ярослав Качинський прийняв його відставку.
12 вересня 2007 року оголосив, що буде балотуватися до Сейму за списком Громадянської платформи по Бидгоському округу. У виборах, що відбулися 21 жовтня, отримав перемогу і став депутатом Сейму VI скликання. В грудні 2007 року вступив до Громадянської платформи, в березні 2008 року обраний до ради партії, а 8 жовтня 2010 року став заступником її голови.
16 листопада 2007 року призначений міністром закордонних справ в першому уряді Дональда Туска. 18 листопада 2011 року вдруге затверджений на цій посаді в другому уряді Дональда Туска.
11 квітня 2010 року увійшов до складу створеної прем'єр-міністром Туском Міжвідомчої групи щодо координації кроків у зв'язку із трагічною авіакатастрофою президентського літака Леха Качинського під Смоленськом 10 квітня 2010 року.
У виборах 2011 року вдруге отримав депутатський мандат як лідер бидгоського списку Громадянської платформи. 14 грудня 2013 року знову обраний заступником голови партії.
20 жовтня 2014 року в інтерв'ю зізнався, що під час візиту Дональда Туска до Москви Президент Росії Путін пропонував тому окупувати частину України, наголосивши, що Україна — штучне утворення, а Львів є польським містом Пізніше Сікорський визнав, що помилився..
Був співзасновником Союзу національного визволення, член Клубу польської ради бізнесу, член ради Атлантичного клубу та ради Премії ім. Яна Карського.
11 червня 2022 року в ефірі українського телеканалу Еспресо TV заявив, що, оскільки Росія порушила Будапештський меморандум, Захід має право повернути Україні ядерну зброю.
Після російського вторгнення в Україну активно допомагав Україні, надаючи техніку та беручи участь в гуманітарних конвоях.
12 грудня 2023 Сейм Х каденції вибрав його міністром закордонних справ Польщі під час третьої каденції Дональда Туска. Наступного дня був призначений на цю посаду президентом Польщі Анджеєм Дудою. Через це закінчився термін його повноважень як євродепутата; Кшиштоф Брейза заступив його в Європарламенті.

### Особисте життя
Є сином Яна і Терези (Пашкевич). Дід Казимир Пашкевич був директором школи в Лохові, дядько Стефан Пашкевич був учасником Великопольського повстання та учасником Польсько-більшовицької війни 1920 року. Брат бабці кс. Роман Зентарський був в'язнем концтаборів у Дахау і Бухенвальді.
Дружина — Енн Епплбом, американська історикиня, журналістка і лавреатка Пулітцеровської премії, з якою має двох синів, Александра і Тадеуша. Разом із родиною мешкають у Хобелині, у маєтку, відбудованому в 1989—1999 роках.
Під час перебування у Великій Британії в 1980-х протягом 4 років зустрічався з акторкою Олівією Вільямс.
Із середини 1980-х років мав також британське громадянство, від якого відмовився у 2006 році.

## Нагороди
- 2008 — Зірка тисячоліття Литви — Литва
- 2009 Орден «За заслуги» I ст. (Україна, 4 вересня 2009)[13]
- 2009 — Національний Орден Заслуги ІІ ступеня — Мальта
- 2011 — Командор Хреста Великого Ордена Полярної зірки — Швеція
- Орден князя Ярослава Мудрого III ст. (Україна, 26 квітня 2011)[14][15] — за значний особистий внесок у подолання наслідків Чорнобильської катастрофи, реалізацію міжнародних гуманітарних програм, багаторічну плідну громадську діяльність.
- 2012 — Великий Офіцер Почесної Легії — Франція
- 2012 Командор ордена святого Карла — Монако
- 2013 Великий Офіцер ордена Корони — Бельгія
- 2013 — Президентський орден Сяйво — Грузія
- 2014 Орден Пошани — Греція
- 2014 Орден Пошани — Молдова
- 2014 Орден Хреста землі Марії Ι ступеня — Естонія

## Цікаві факти
В 1987 році отримав нагороду в номінації Гарячі Новини конкурсу World Press Photo за фото з відрядження до Афганістану

У 2014 році був найбагатшим польським міністром — вартість його майна була оцінена у 7,5 млн. злотих (2,5 млн. $). Водночас статки лише одного прем'єр-міністра українського уряду Арсенія Яценюка були вищими за майно всіх членів польського уряду.

## Публікації
- Moscow's Afghan war. Soviet motives and western interests, ALLIANCE PUBLRS 1987. ISBN 090796785X ISBN 978-090796785
- Dust of the saints: a journey to Herat in time of war. London: Chatto & Windus 1989. ISBN 0-7011-3436-4
- Prochy Świętych — Podróż do Heratu w czas wojny. Polonia 1990.
- Das polnische Haus. Die Geschichte meines Landes. Hamburg: Europäische Verlagsanstalt 1999. ISBN 3-434-50463-X (Autobiographie)
- Full circle: a homecoming to free Poland. New York: Simon & Schuster 1997. ISBN 0-684-81102-2
- The Polish House. An Intimate History of Poland. W&N 1997. ISBN 0297819836 ISBN 978-0297819837